# Mike Boit
Michael "Mike" Kipsubut Boit (Eldoret, Rift Valley, 6 de janeiro de 1949) é um antigo atleta queniano, especialista em corridas de meio-fundo e que em 1972 ganhou a medalha de bronze nos 800 metros dos Jogos Olímpicos de Munique.

## Carreira
Depois de alguns títulos ganhos internamente, Boit fez a sua estreia internacional nos Jogos Olímpicos de 1972, quando tinha  23 anos. A participação excedeu as suas aspirações, pois conseguiu ser terceiro classificado nos 800 metros e quarto nos 1500 metros. Os boicotes aos Jogos de Montreal 1976 e de Moscovo 1980, impediram-no de tentar novos feitos olímpicos na sua carreira.
Ao longo do seu percurso como atleta, sagrou-se campeão africano de 1500 m em 1979, campeão da Commonwealth nos 800 m en 1978, medalhista de prata nos 800 m dos Jogos da Commonwealth de 1974 e medalhista de bronze nos 800 m dos Jogos da Commonwealth de 1982. Também representou a seleção de África em três edições da Taça do Mundo de Atletismo. 

## Melhores marcas pessoais
| Prova       | Data                 | Local                      | Marca   |
| ----------- | -------------------- | -------------------------- | ------- |
| 800 metros  | 20 de agosto de 1976 | Berlim, Alemanha Ocidental | 1:43:57 |
| 1500 metros | 13 de agosto de 1983 | Helsínquia, Finlândia      | 3:37.75 |
| Milha       | 15 de maio de 1977   | Bruxelas, Bélgica          | 3:49.45 |